# Liste der denkmalgeschützten Objekte in Meclov
Grundlage dieser Liste der denkmalgeschützten Objekte in Meclov ist die ÚSKP-Liste (Ústřední seznam kulturních památek České republiky, deutsch Zentrale Liste der Kulturdenkmäler der Tschechischen Republik), die von der tschechischen Denkmalschutzbehörde NPÚ (Národní památkový ústav, deutsch Nationale Denkmalbehörde) seit 1987 geführt wird und an die seit dem Jahr 1850 geschaffenen Listen anschließt.

## Denkmalgeschützte Objekte nach Ortsteilen

### Meclov
| Lage                                                     | Objekt                  | Beschreibung | ÚSKP-Nr.                  | Bild           |
| -------------------------------------------------------- | ----------------------- | ------------ | ------------------------- | -------------- |
| Meclov, nordwestlicher Ortsteil, Nähe Bahnhof (Standort) | Kirche Erzengel Michael |              | 46079/4-2141 Info Katalog | weitere Bilder |

### Březí
| Lage                                 | Objekt        | Beschreibung | ÚSKP-Nr.                  | Bild |
| ------------------------------------ | ------------- | ------------ | ------------------------- | ---- |
| Březí, östlicher Ortsrand (Standort) | Marienkapelle |              | 42156/4-2142 Info Katalog | BW   |

### Třebnice
| Lage                                     | Objekt             | Beschreibung | ÚSKP-Nr.                  | Bild           |
| ---------------------------------------- | ------------------ | ------------ | ------------------------- | -------------- |
| Třebnice, nördlicher Ortsrand (Standort) | Kirche St. Ägidius |              | 37229/4-2243 Info Katalog | weitere Bilder |